# 和気郡 (愛媛県)
- 令制国一覧 > 南海道 > 伊予国 > 和気郡
- 日本 > 四国地方 > 愛媛県 > 和気郡

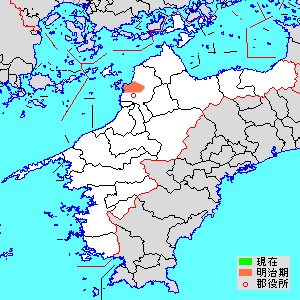
愛媛県和気郡の位置

和気郡（わけぐん）は、愛媛県（伊予国）にあった郡。

## 郡域
1878年（明治11年）に行政区画として発足した当時の郡域は、松山市の一部（概ね堀江町、東大栗町、上伊台町以南かつ大可賀、清住、若葉町、古三津、明神丘、古三津町、久万ノ台、山越、御幸、祝谷各町、下伊台町以北および興居島・釣島）にあたる。

## 歴史

### 近世以降の沿革
- 明治初年時点では全域が松山藩領であった。「旧高旧領取調帳」に記載されている村は以下の通り。（1町23村）

興居島村、祝谷村、下伊台村、上伊台村、大栗村、権現村、福角村、堀江村、大内平田村、谷村、吉藤村、姫原村、山越村、久万村、長戸村、志津川村、安城寺村、高木村、馬木村、和気浜村、太山寺村、新浜村、古三津村、三津町
- 明治4年7月14日（1871年8月29日） - 廃藩置県により松山県の管轄となる。
- 明治5年2月9日（1872年3月17日） - 石鉄県の管轄となる。
- 明治6年（1873年）2月20日 - 愛媛県の管轄となる。
- 明治初年 - 長戸村が分割して西長戸村・東長戸村となる。（1町24村）

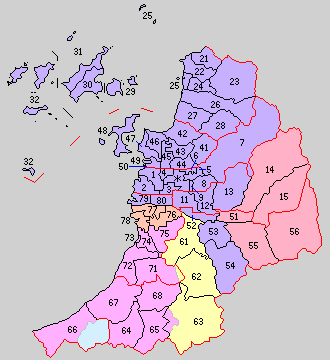
41.伊台村 42.堀江村 43.潮見村 44.御幸村 45.久枝村 46.和気村 47.新浜村 48.興居島村 49.三津浜町 50.古三津村（紫：松山市 1 - 9は温泉郡 11 - 15は久米郡 21 - 32は風早郡 51 - 56・61 - 68は下浮穴郡 71 - 80は伊予郡）

- 明治11年（1878年）12月16日 - 郡区町村編制法の愛媛県での施行により、行政区画としての和気郡が発足。「温泉和気久米郡役所」が温泉郡松山二番町に設置され、同郡および久米郡とともに管轄。
- 明治17年（1884年）11月 - 「風早和気温泉久米郡役所」が温泉郡松山榎町に設置され、同郡および風早郡・久米郡とともに管轄。
- 明治22年（1889年）12月15日 - 町村制の施行により、下記の町村が発足[5]。全域が現・松山市。（1町9村）
  - 伊台村 ← 下伊台村、上伊台村
  - 堀江村 ← 福角村、堀江村、権現村、大栗村
  - 潮見村 ← 吉藤村［大部分］、谷村、大内平田村、志津川村、姫原村［一部］
  - 御幸村 ← 祝谷村、山越村、姫原村［大部分］、東長戸村［一部］、吉藤村［一部］
  - 久枝村 ← 久万村、西長戸村、東長戸村［大部分］、安城寺村、高木村、姫原村［一部］
  - 和気村 ← 和気浜村、馬木村、太山寺村
  - 新浜村 ← 新浜村［大部分］、古三津村［一部］
  - 興居島村（単独村制）
  - 三津浜町 ← 三津町[6]、新浜村［一部］、古三津村［一部］
  - 古三津村 ← 古三津村［大部分］、新浜村［一部］、温泉郡山西村［一部］
- 明治30年（1897年）4月1日 - 郡制の施行により、温泉郡・久米郡・風早郡・和気郡および伊予郡・下浮穴郡の各一部の区域をもって、改めて温泉郡が発足。同日和気郡廃止。